# Jakob Gsell
Pour les articles homonymes, voir Gsell.
Friedrich Jakob Gsell (1812-1871) est un entrepreneur du textile et un collectionneur d'œuvres d'art austro-hongrois d'origine française.

## Biographie
Né Jacques Frédéric Gsell le 17 avril 1812 à Bischwiller (Bas-Rhin, Empire français), de Jean-Jacques Gsell, un drapier issu d'un milieu protestant. Avant 1840, son fils travaille à Strasbourg, employé comme négociant en laine pour la compagnie Joltrois & Ehrmann. Après cette date, il réside à Vienne, où il développe considérablement son commerce, en lien avec des fournisseurs de laine hongrois. Dans les années 1860, il investit une grande partie de sa fortune dans la constitution d'une collection d'œuvres d'art. Il expose celle-ci dans sa propriété viennoise située sur la Schmöllerlgasse.
Nous connaissons le début de cette collection puisque, dans l'avant-propos de son catalogue publié en 1872, l'important marchand d'art viennois Georg Plach le situe au moment de l'acquisition de deux tableaux de Jean-François Verheyden lors de la vente aux enchères de la galerie Baranowski en 1849, justement menée par Plach. En 1859, Gsell parvient à se porter acquéreur d'une grande partie de la collection du comte Samuel Festetics de Tolna (1806-1862). Durant les années 1860, le marchand Charles Sedelmeyer fait partie de ses principaux fournisseurs. Parmi les jeunes peintres que Gsell aimait, on trouve Rudolf von Alt.

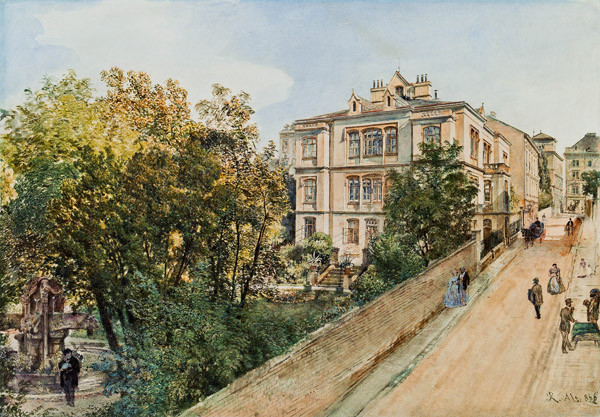
Rudolf von Alt : Blick in die Schmöllerlgasse im vierten Wiener Gemeindebezirk mit der Villa von Friedrich Jakob Gsell (aquarelle, 1866), figurant la maison de Gsell.

Peu avant sa mort, il souhaite donner sa collection à la ville de Strasbourg. Peu après la guerre franco-prussienne, dépité, il se met en contact avec la ville de Vienne, mais cette démarche n'aboutit pas. Il laisse plus de 600 tableaux, et un millier de dessins, de gravures et d'aquarelles, qui sont exposés dans sa propriété à partir du 14 mars 1872. Puis, Georg Plach établit un catalogue et se charge de la vente aux enchères au Künstlerhaus, répartie en plusieurs vacations : cette vente fait partie des plus importantes du XIXe siècle, on y croise les noms de Hals, Rembrandt, du Tintoret et de Vélasquez, et aussi d'artistes français comme Constant Troyon et Auguste Raffet.